# Naustdal
Naustdal är en tätort i Sunnfjords kommun i Vestland fylke i västra Norge. Orten ligger där riksväg 5 och fylkesväg 611 möts på norra sidan av Førdefjorden och utgjorde tidigare centralort i dåvarande Naustdals kommun i Sogn og Fjordane fylke.